# Intelsat 31
Intelsat 31 (auch DLA 2) ist ein kommerzieller Kommunikationssatellit des International Telecommunications Satellite Consortium (Intelsat) mit Sitz in Luxemburg.

## Missionsverlauf
Er wurde am 9. Juni 2016 um 7:10 UTC mit einer Proton-M/Bris-M Trägerrakete vom Raketenstartplatz Baikonur in eine geostationäre Umlaufbahn gebracht. Der Start war eigentlich schon einen Tag vorher eingeplant, musste jedoch in Folge von technischen Problemen mit der Elektrik der Bodenanlagen verschoben werden. Beim Start kam zum ersten Mal eine Proton-Rakete in der verbesserten Variante 8К82КМ (Phase IV) zum Einsatz. Bei dieser kommen vermehrt Komposit-Materialien und leichtere, aber stabilere Aluminiumstrukturen und ein leichteres Telemetriesystem in der Oberstufe zum Einsatz, was insgesamt die Nutzlast in den geostationären Orbit um 150 kg erhöhen soll. 9 Minuten und 41 Sekunden nach dem Start wurde die Nutzlast mit der Bris-M-Oberstufe von der Rakete getrennt und nach 15 Stunden und 30 Minuten und fünf Brennphasen der Oberstufe der Satellit in einer elliptischen Übergangsbahn zwischen 3503 und 65.000 Kilometern über der Erde und einer Inklination von bei 29,6° ausgesetzt. Die russische Nachrichtenagentur Interfax meldete, das eines der vier Triebwerke der zweiten Stufe der Proton-Rakete neun Sekunden zu früh abschaltete, was durch eine um 30 Sekunden längere erste Brennphase der Bris-M-Oberstufe ausgeglichen werden musste.

## Technische Daten
Der dreiachsenstabilisierte Satellit ist mit 72 Ku-Band- und 4 C-Band-Transpondern ausgerüstet und soll von der Position 95° West aus Latein- und Nordamerika mit Telekommunikationsdienstleistungen und Fernsehen versorgen. Dort wird er die auf gleicher Position ausgesetzten Satelliten Intelsat 30 und Galaxy 3C ergänzen. Das gesamte Ku-Band von Intelsat 31 wird von DirecTV Lateinamerika betrieben, um dessen Fernsehangebot zu erweitern und Backup- und Wiederherstellungskapazität anzubieten. Die vier C-Band-Transponder für Intelsats C-Band-Infrastruktur arbeiten mit Downlink-Frequenzen zwischen 3400 und 3700 MHz und bieten eine große Abdeckungszone über Lateinamerika und die gesamte USA und Teile Kanadas. Der Satellit wurde auf Basis des Satellitenbus SSL 1300 von Space Systems Loral (SSL) gebaut und besitzt eine geplante Lebensdauer von mehr als 15 Jahren. Für Funktionstest wurde der Satellit zuerst auf eine Position von 132° West gebracht.